# جرعه مدمرة (لعبة فيديو)
جرعه مدمرة هي لعبة فيديو صدرت في ديسمبر 17, 2008، اللعبة من نشر مايكروسوفت ستوديوز.